# Kuggstångsbana

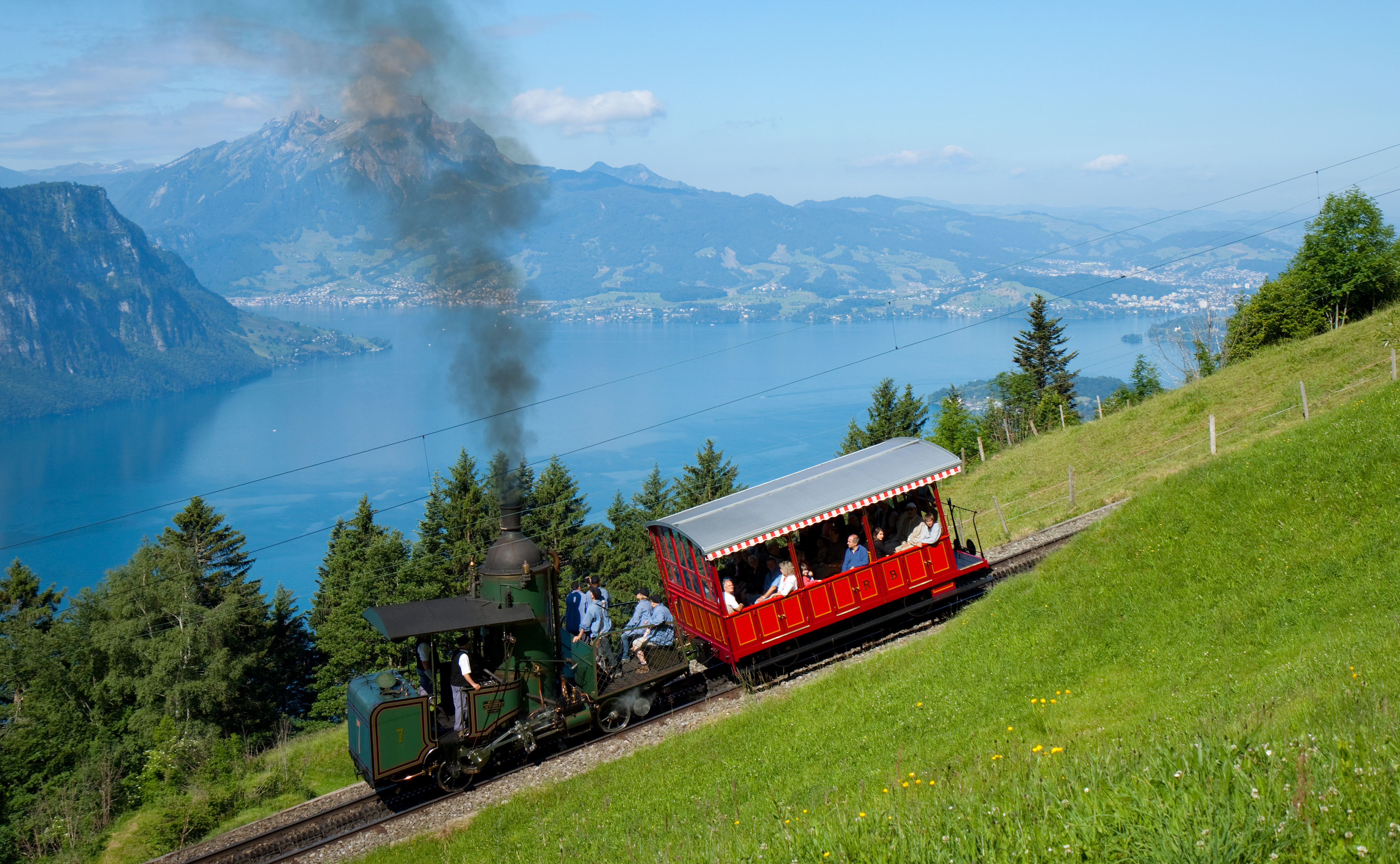
Vitznau-Rigi Bahn i Schweiz, på denna bild trafikerad av museifordon. Den dagliga trafiken utförs av elektriska motorvagnar.

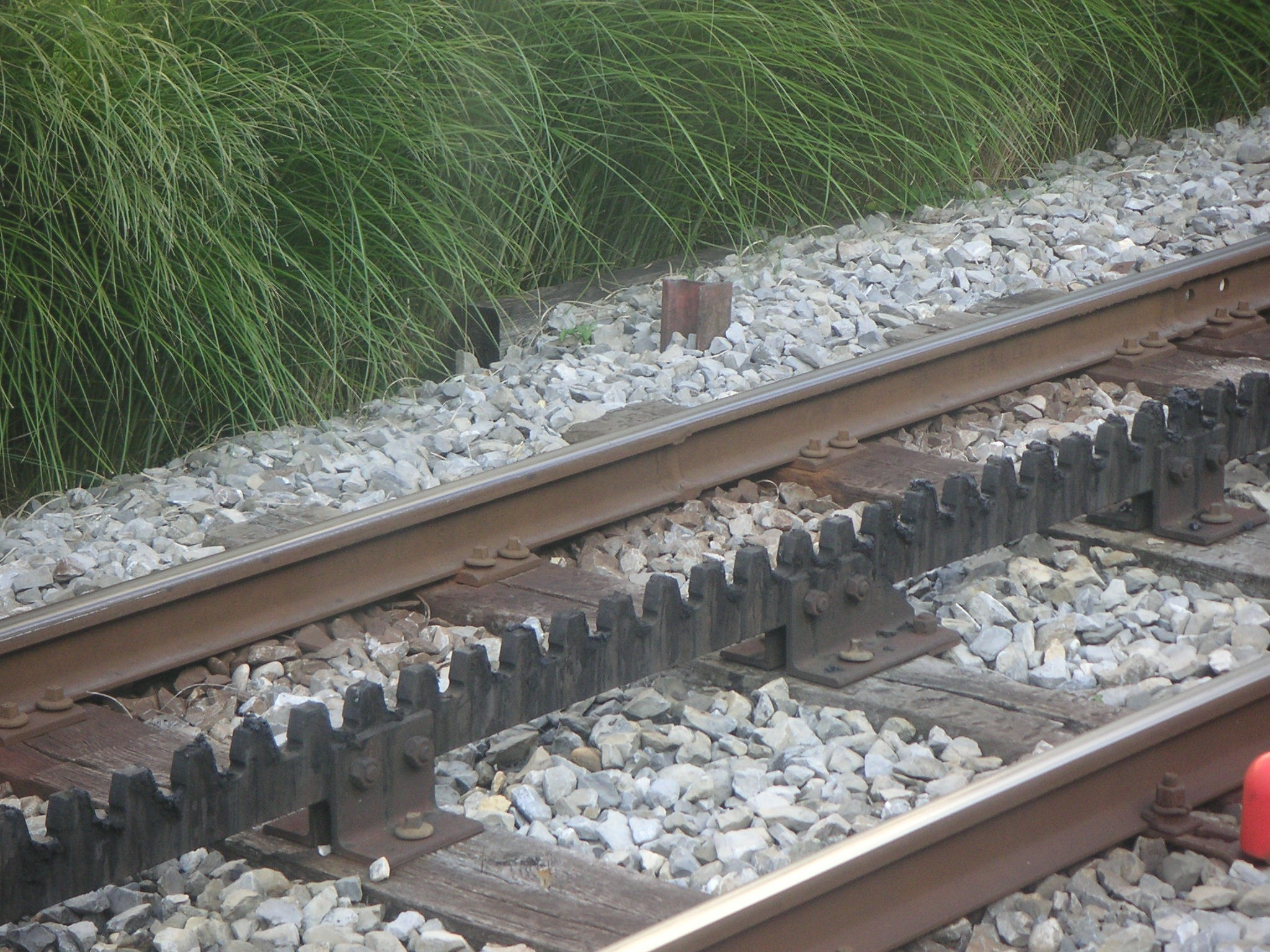
Detaljbild på ett kuggstångsspår.

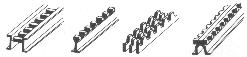
Fyra olika typer av kuggstång: Riggenbach, Strub, Abt och Locher.

Kuggstångsbana är en järnväg som är byggd i stor lutning där tåget driver sig uppför bergssluttningen genom att en kuggstång är utlagd mellan skenorna, där fordonets drivanordning kan få fäste. På detta sätt kan tågen klara betydligt brantare stigning än utan kuggstång och banan kan även dras vidare på plan mark utan kuggstång. De är ett alternativ till vajer-/kabeldrivna bergbanor och kan trafikeras mer flexibelt, och bansträckan kan vara längre. 
Världens längsta kuggstångsbana är Wengernalpbahn vid Jungfraujoch i Schweiz som med en längd av drygt 19 kilometer förbinder Grindelwald, Wengen och Mürren över bergspasset Männlichen–Kleine Scheidegg.
Det finns både kuggstångsbanor som är kombinationer av kuggstångs- och adhesionsdrift, och banor som enbart har drivning på kuggstången.

## Historik
Den första kuggstångsjärnvägen var Middleton Railway mellan Middleton och Leeds i West Yorkshire i Storbritannien], där det första kommersiellt framgångsrika ånglokomotivet, Salamanca, körde 1812. Den använde ett kuggstångssystem, som hade patenterats av John Blenkinsop.
Den första kuggstångsbanan på ett berg var Mount Washington Cog Railway i delstaten New Hampshire i USA, som öppnade 1868. Spåret upp till toppen av Mount Washington blev klart 1869. Den första bergskuggstångsbanan i Europa var Vitznau-Rigi-Bahn på berget Rigi i Schweiz, som öppnade 1871. Båda dessa linjer är fortfarande i drift.